# Petru Roman
Petru Roman (n. 1881, Cugir, județul Alba – d. 1949, Cugir, județul Alba) a fost un deputat în Marea Adunare Națională de la Alba Iulia , organismul legislativ reprezentativ al „tuturor românilor din Transilvania, Banat și Țara Ungurească”, cel care a adoptat hotărârea privind Unirea Transilvaniei cu România, la 1 decembrie 1918 :p. 222.

## Biografie
A făcut școala primară, iar în timpul Primului Război Mondial a fost sergent :pp. 221-222.

## Activitatea politică
Ca deputat în Adunarea Națională din 1 decembrie 1918 a fost delegat al Cercului electoral Orăștie :pp. 221-222.